# Agrostis castriferrei
Agrostis castriferrei là một loài thực vật có hoa trong họ Hòa thảo. Loài này được Waisb. mô tả khoa học đầu tiên năm 1905.